# سهره سینه‌سرخ
سهره سینه‌سرخ (نام علمی: Carduelis cannabina) در ایران، عراق، سوریه و جنوب قفقاز دیده می‌شود و۱۳ سانتی‌متر درازا دارد. سرخاکستری روتنه بلوطی و پیشانی و سینه قرمز گلی است. پرنده ماده و پرنده جوان بدون رنگ بلوطی بوده وبا روتنه قهوه‌ای رگه‌دار دیده می‌شود. این رگه‌ها در سینه و پهلوها نیز وجود دارد. در همه سنین، رگه‌های سفیدی در شاهپرها و پرهای بیرونی دُم دیده می‌شود. منقار خاکستری مایل به قهوه‌ای تیره و میانهٔ گلو خطدار است و حاشیه کمرنگی دور چشم‌ها و روی چانه دیده می‌شود که آن را از سهرۀ کوهی متمایز می‌سازد. پروازش موجی‌شکل و نامنظم است و در زمستان‌ها، به صورت جفتی یا گروهی دیده می‌شود. این پرنده در بخش‌های باز بوته‌دار یا درختکاری‌شده، زمین‌های پرچین‌دار، کشتزارها و کنارهٔ تالاب‌ها به سر برده و به گونهٔ گروهی در بیشه‌ها و پرچین‌ها نیز دیده می‌شود و گاهی در علفزارها آشیانه ساخته و زادآوری می‌کند. در ایران بیشتر در شمال باختری (غربی) دیده شده و زادآوری نیز می‌کند.

## نگارخانه

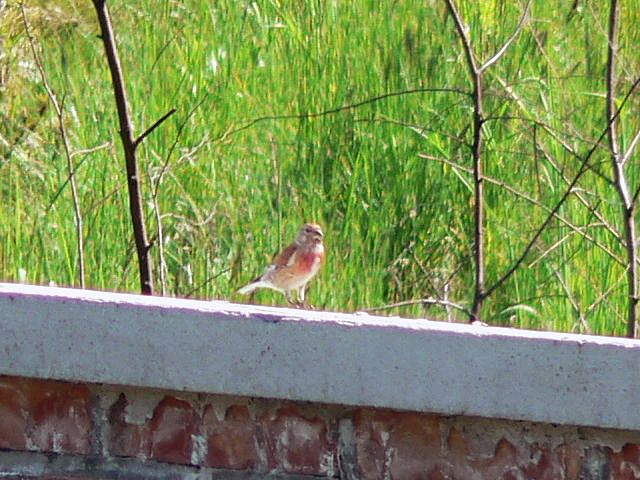
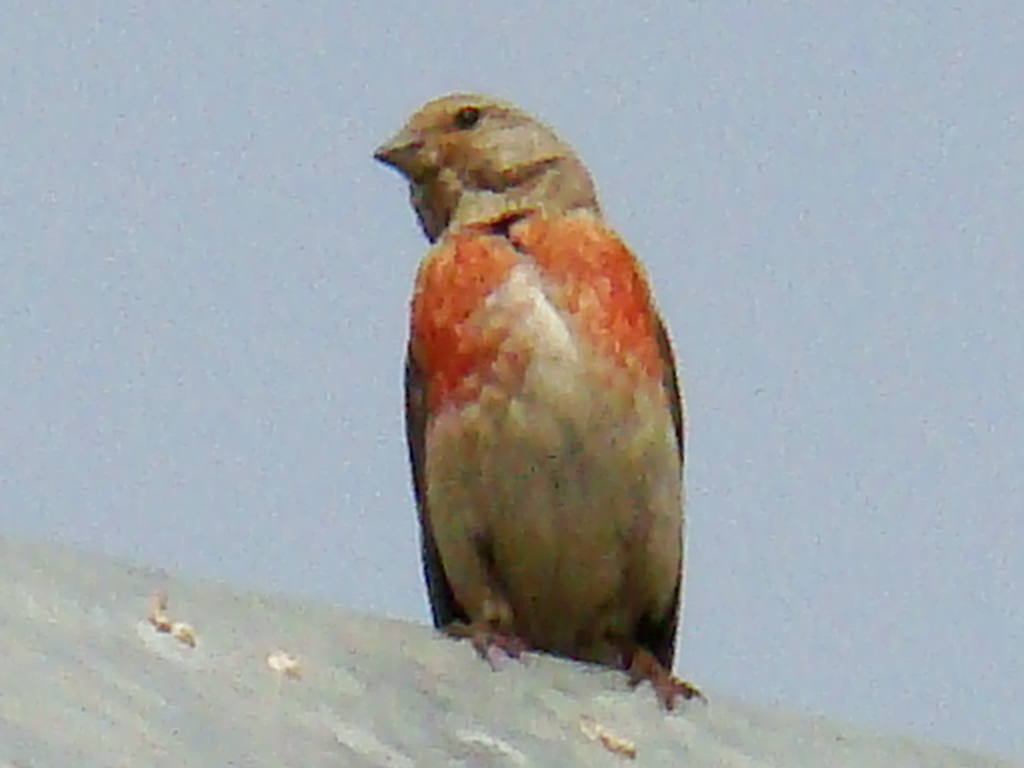
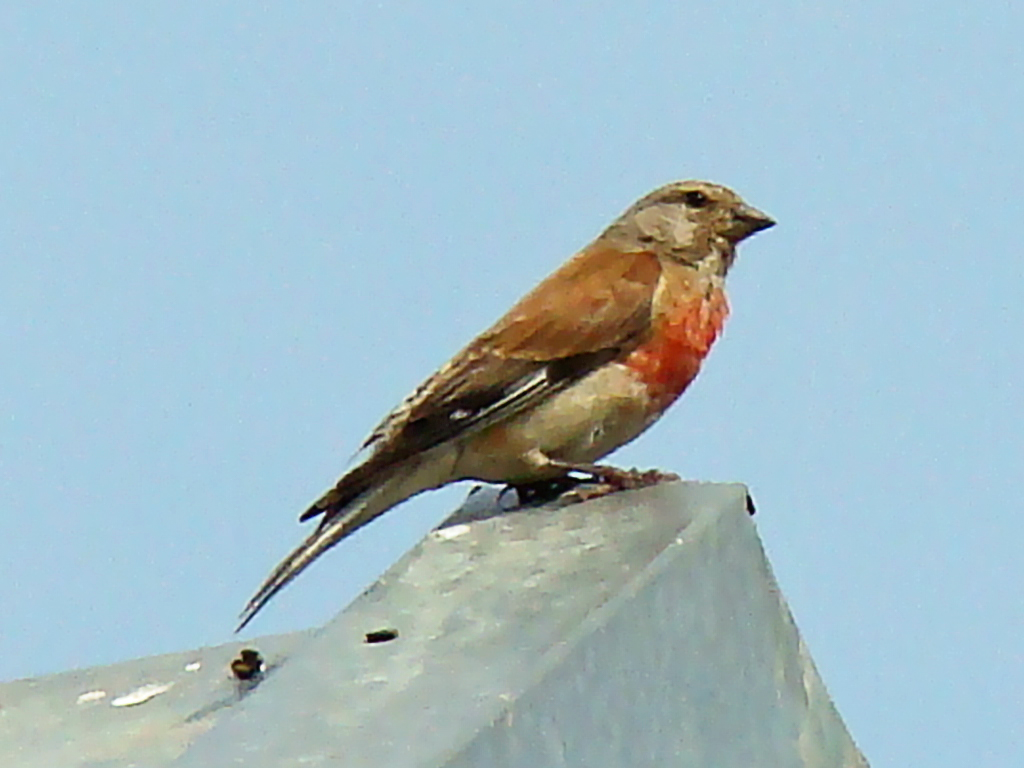
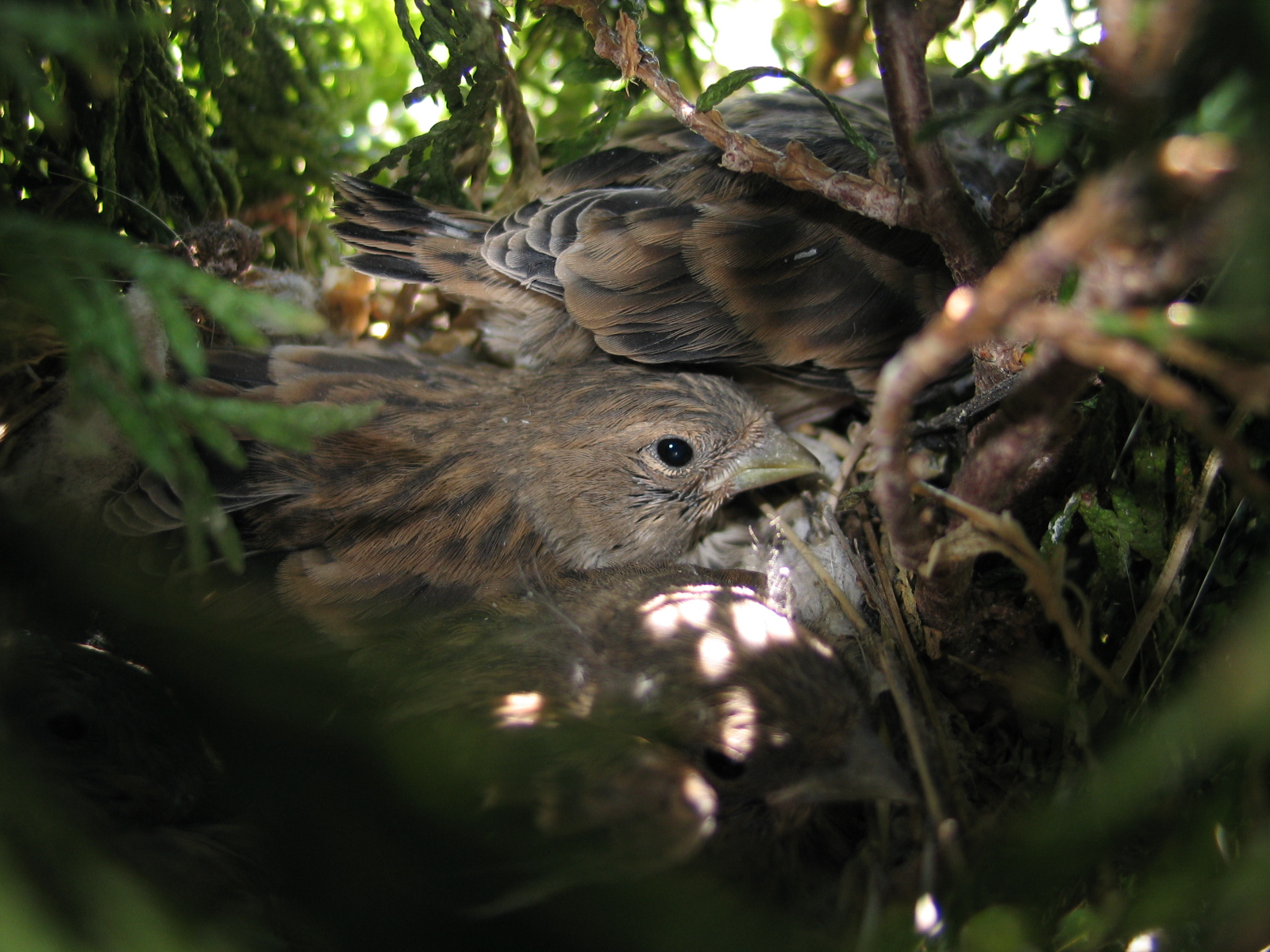
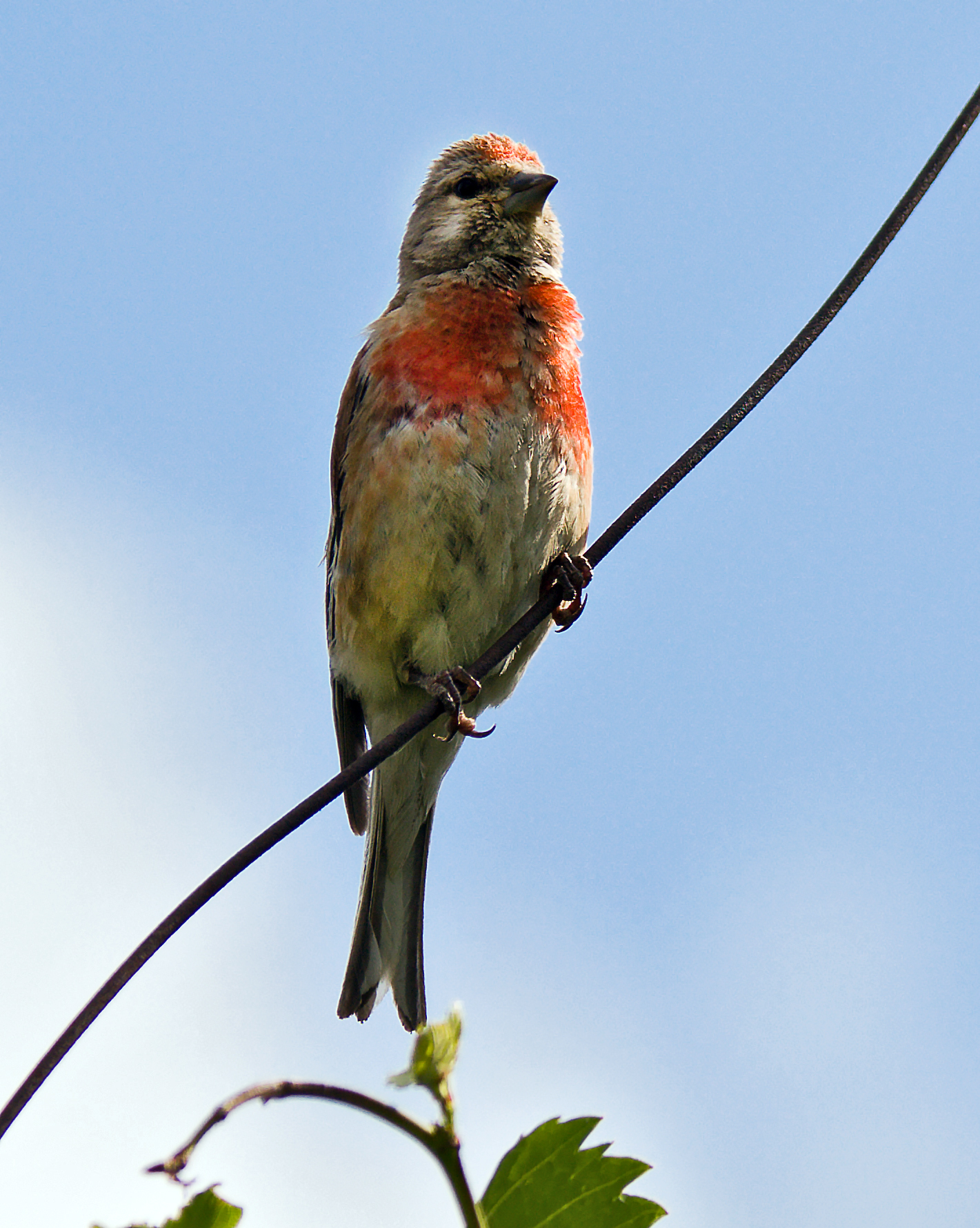
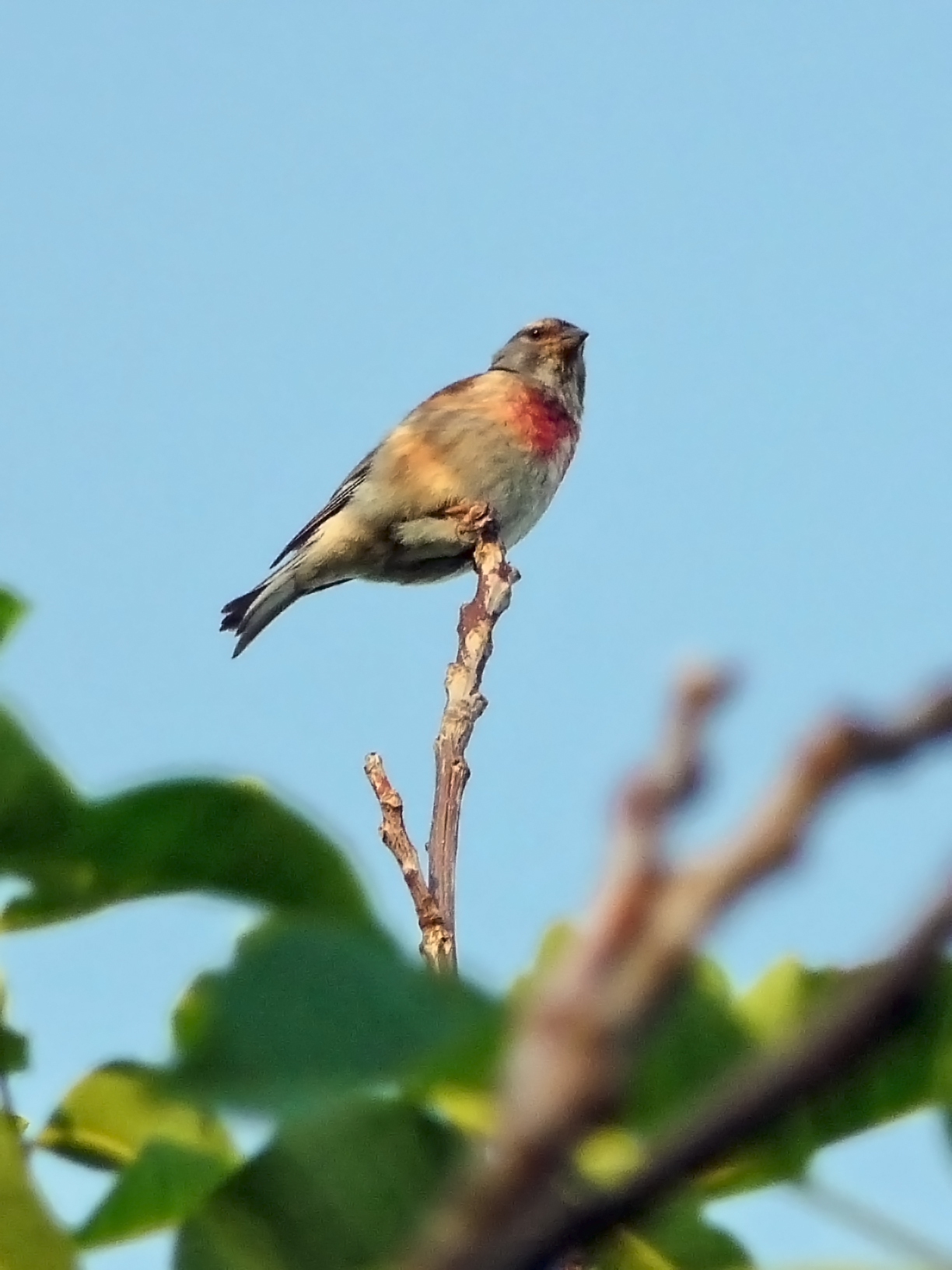
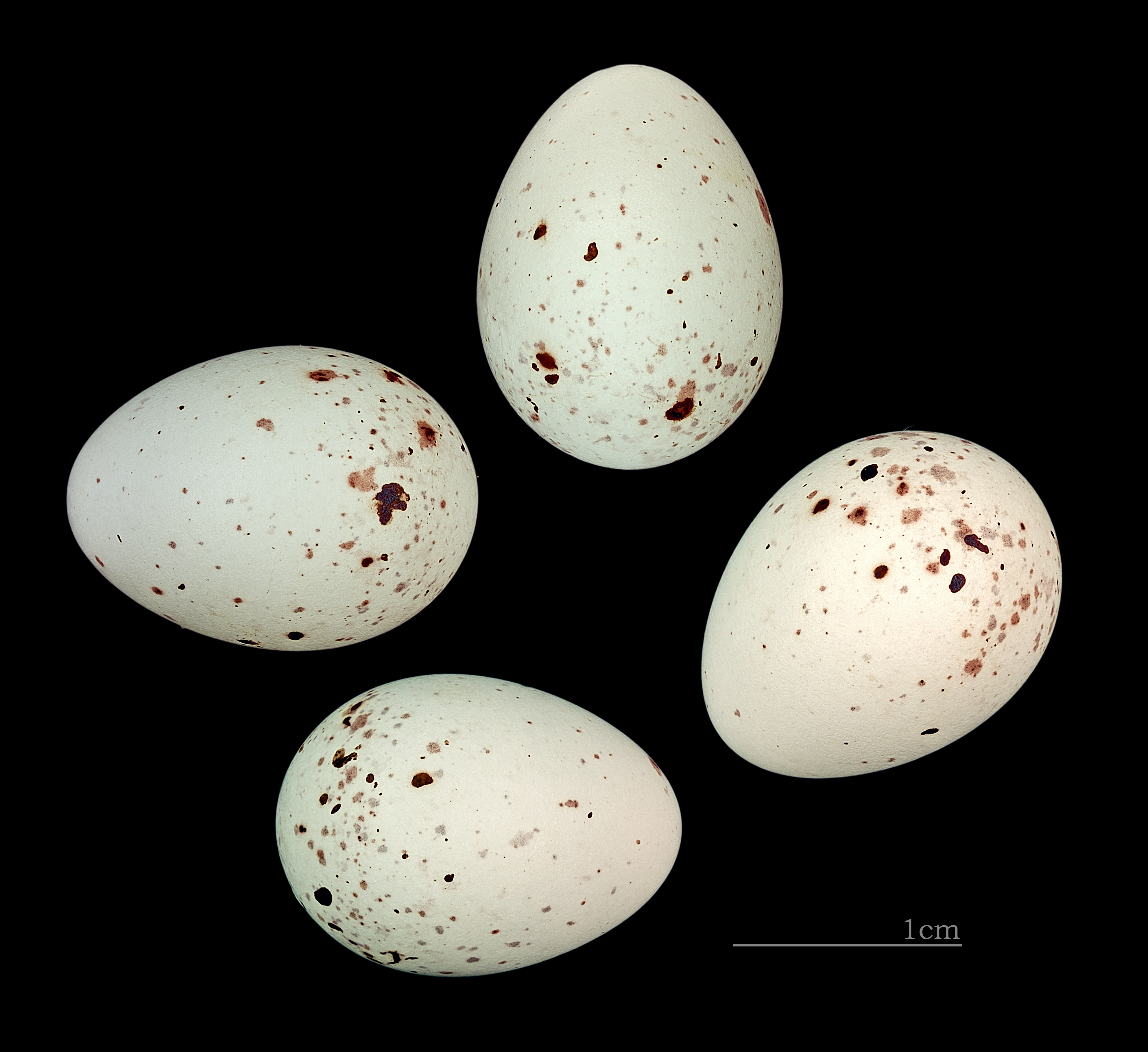